# Distretto di Kandrian-Gloucester
Il distretto di Kandrian-Gloucester, in inglese Kandrian-Gloucester District, è un distretto della Papua Nuova Guinea appartenente alla Provincia della Nuova Britannia Occidentale. Ha una superficie di 12.499 km² e 36.000 abitanti (stima nel 2000).